# 仙台市立人来田中学校
仙台市立人来田中学校（せんだいしりつひときたちゅうがっこう）は、宮城県仙台市太白区人来田一丁目に所在する公立中学校。通称は「人中」（ひとちゅう）。

## 概要
仙台市南西部のニュータウン群の人口増加に伴い、既存の生出中学校や山田中学校の生徒数が増えて大規模になったために人来田地区に新たに中学校を設置することとなり、1980年半ばに新設校である人来田中学校が開校した。
近年は地区の少子高齢化に伴い、児童数が減少している。

### 児童数
- 児童数 - 140人
  - 1年生 - 34人
  - 2年生 - 51人
  - 3年生 - 55人
  - 特別支援学級 - 2人

2022年（令和4年）4月8日現在

## 沿革
- 1985年（昭和60年）4月1日 - 仙台市立山田中学校、仙台市立生出中学校から分離・開校。

## 通学区域
- 太白三丁目[5]
- 日本平[5]
- 旗立一丁目（十六番から二十二番）[5]
- 旗立二丁目[5]
- 旗立三丁目[5]
- 人来田一丁目[5]
- 人来田二丁目[5]
- 人来田三丁目[5]
- 山田自由ケ丘[5]
- 山田（字旗立、字山田山）[5]

## 部活動
運動部
- 野球部
- サッカー部
- 男子ソフトテニス部
- 女子ソフトテニス部
- バスケットボール部
- 女子バドミントン部
- 駅伝部

文化部
- 吹奏楽部

2020年（令和2年）4月現在